# Meunasah Pupu
Meunasah Pupu is een bestuurslaag in het regentschap Pidie Jaya van de provincie Atjeh, Indonesië. Meunasah Pupu telt 292 inwoners (volkstelling 2010).